# 慶遠縣
慶遠縣，是明代交阯承宣布政使司諒山府上文州下轄的一個縣，後陷入安南，治所約在今越南恬霞縣地方。

## 沿革
- 舊屬廣西思明州，安南陳氏乘元末之亂侵佔[2][3]。
- 永樂五年六月癸未朔（1407年7月5日）置，隸諒山府上文州[4]。
- 永樂七年正月二十二乙丑（1409年2月6日），併慶遠縣入杯蘭縣[5]。